# 2012年12月クウェート国民議会選挙
2012年12月クウェート国民議会選挙は、クウェート国における立法府である国民議会（定数50）の議員を選出するために2012年12月1日に投票が行われた選挙である。同国では従来より政府と議会の対立が続き、議会解散と内閣総辞職が繰り返されてきたが、今回はサバーハ首長一族による長期独裁体制や政府の腐敗に対する国民の不満が噴出する中での選挙となった。野党が選挙をボイコットしたことにより政府派が圧勝を収め、特にイスラム教シーア派勢力は議席数を倍以上に増やす結果となった。

## 選挙に至る経緯
2012年2月2日に行われた国民議会選挙の再選挙として実施された。2月の国民議会選挙ではナーセル・ムハンマド・アッ＝サバーハ前首相による汚職疑惑を受け、腐敗根絶が選挙の争点となった。その結果イスラム主義や部族主義といった野党勢力が過半数を大きく超える34議席を獲得、そのうちイスラム主義勢力が20議席前後を確保した。反政府勢力の圧勝により国政は機能不全に陥ったが、6月20日、憲法裁判所が選挙の手続きに誤りがあり違憲であったとして無効を宣言。選挙前の議会の復活を命じた。選挙前の政府寄りだった議会が復活し、野党勢力はサバーハ・アル＝アフマド・アル＝ジャービル・アッ＝サバーハ首長に改めて選挙を行うよう要求を行った。サバーハは10月7日に国民議会を解散し、12月1日に国民議会選挙を実施すると発表した。
しかし、国家の結束の維持を名目として、有権者1人あたり4人の候補者に投票できるという従来の選挙法を改正し、投票を1人の候補者にのみ制限することを同時に発表。野党側はこれを野党排除のための改正と非難し投票ボイコットを呼びかけた。10月21日には数万人が参加した反政府デモが発生、治安当局も催涙ガスで応戦した。その結果100人以上が負傷、15人以上が身柄を拘束された。野党が選挙ボイコットを表明したことにより政府勢力の圧勝が確実視され、反政府デモが相次ぐ中、選挙を迎えることとなった。

## 基礎データ
- 選挙事由：議会解散
- 投票日：2012年12月1日
- 総定数：50議席
- 立候補者数：300人強[10]
- 投票率：38.8％[11]

## 選挙結果
選挙結果は12月2日に発表され、事前の予想通り政府派がほぼ全議席を獲得し圧勝、イスラム教シーア派勢力は7議席から17議席へと躍進した。公式に発表された投票率は前回選挙の60％を大幅に下回る史上最低の38.8％で、投票ボイコットを訴えてきた野党勢力は独自集計により投票率は26.7％であったとし、前回選挙の半分にとどまったとして「勝利宣言」を行った。

## 影響
選挙をボイコットし候補者を立てなかった野党勢力は民意を反映しない選挙と批判し、新議会を認めないことを表明。デモや抗議集会の継続を表明した。